# 알라타체
알라타체(allata體,corpus allatum)는 곤충의 내분비샘의 하나이다. 뇌의 뒤에 한 쌍이 있으며 알라타체 호르몬을 분비하여 변태를 억제한다.

## 알라타체 호르몬
알라타체 호르몬(corpus allatum hormone 또는 Corpora allata)은 곤충의 알라타체에서 분비되는 호르몬을 통틀어 이르는 말이다. 애벌레에서는 성충의 형질을 보존하며, 성충에서는 생식샘의 성숙등 생리활동에 관여한다. 전흉선 호르몬과 함께 작용하여 유충기의 탈피가 이루어진다.

## 음성 되먹임
특히 꿀벌에서 올레산에틸은 유충호르몬의 발현을 억제하는 프라이머 페로몬(Primer pheromone)과 관련있는 것으로 알려져있는데 이러한 분자구성단위에서의 발현 억제 요인이 제거되면 특정 발현이 진행될 때  음성 되먹임의 메커니즘 해제와 연관있다. 한편 올레산에틸은 꽃꿀에서 어른 꿀벌을 통해 어린 꿀벌로 전달된다는 진행과정은 유전적 요인과 환경적 요인이 상호보완적인 페어링(pairing) 관계있다는 것을 확인할 수 있다.

## 같이 보기
- 분자생물학